# 비엔나 호텔의 야간 배달부
비엔나 호텔의 야간 배달부(Il Portiere Di Notte, The Night Porter)는 미국에서 제작된 릴리아나 카바니 감독의 1974년 범죄, 드라마, 멜로/로맨스 영화이다. 더크 보가드 등이 주연으로 출연하였고 로버트 고든 에드워즈 등이 제작에 참여하였다.

## 출연

### 주연
- 더크 보가드
- 샬롯 램플링

### 조연
- 필립 르로이
- 가브리엘레 페르제티

## 제작진
- 미술: 네도 아지니
- 의상: 피에로 토시